# ウグル・イルディリム
ウグル・イルディリム（Uğur Yıldırım, 1982年5月8日 - ）は、オランダ・アペルドールン出身の元サッカー選手。現役時代のポジションはFWまたはMFであった。
名前はウール・ユルドゥルムとも表記される。

## 経歴
主に右ウイングでプレーしていた。ゴー・アヘッド・イーグルスでのプロ初シーズンではリーグ戦6得点を記録した。2004年12月31日、欧州のフリーキックコンテストに参加し、無名ながら優勝を飾り、注目を集めた。同大会にはフランスのジネディーヌ・ジダンらスタープレーヤーも多く参加しており、ジダンは2位に終わっている。
2004-05シーズンのSCヘーレンフェーンに移籍した。1、2年目はチームの主力として活躍したが、3年目から負傷離脱を繰り返し、当時の監督ヘルトヤン・フェルベークから戦力外とみなされた。これに納得がいかなかったイルディリムはフェルベークに直談判するも、さらに両者の関係が悪化し、シーズン終了後にトルコへ移籍することを決めた。2008-09シーズンに在籍したガジアンテプスポルでは給料の未払い、翌シーズン移籍したカスムパシャSKでは控えに回され、半年で契約を解除した。フリーとなったイルディリムはブラックバーンやワトフォード、母国のPECズヴォレでトライアルを受けるも契約締結には至らず、2009年1月、カスムパシャSKと1年契約を交わした。ここでも目立った活躍は残せず、晩年はAGOVVアペルドールンなどのオランダ下部リーグの選手としてプレーし、2015年に現役を引退した。